# Lago Napaktulik
Il Lago Napaktulik, precedentemente chiamato Lago Takiyuak o Lago Takijuq è l'ottavo lago più grande del Nunavut, in Canada. Si trova a 173 km a sud di Kugluktuk ed è la sorgente del fiume Hood. La sua superficie è di 1.080 km quadrati.